# Bergdalen Edeby
Bergdalen Edeby är en småort i Ekerö kommun i Stockholms län. Orten ligger på sydöstra delen av Lovön.
SCB avgränsade en småort här redan år 1990. Den hade benämningen Edeby och bestod av 24 hektar med 53 invånare. Vid avgränsningen år 1995 var befolkningen färre än 50 personer och området räknades inte lägre som småort. Från och med år 2010 räknar SCB åter området som en småort, denna gång omfattas ett mindre område och benämningen är Bergdalen Edeby.